# Ornativalva
Ornativalva är ett släkte av fjärilar som beskrevs av László Anthony Gozmány 1955. Ornativalva ingår i familjen stävmalar.

## Dottertaxa tillOrnativalva, i alfabetisk ordning[1][2]
- Ornativalva acutivalva
- Ornativalva afghana
- Ornativalva angulatella
- Ornativalva antipyramis
- Ornativalva arabica
- Ornativalva aspera
- Ornativalva auctella
- Ornativalva aurantiacella
- Ornativalva basistriga
- Ornativalva biclavata
- Ornativalva bipunctella
- Ornativalva caecigena
- Ornativalva cerostomatella
- Ornativalva cerostomella
- Ornativalva cimelion
- Ornativalva cornifrons
- Ornativalva curvella
- Ornativalva erubescens
- Ornativalva frankeniivorella
- Ornativalva frontella
- Ornativalva grisea
- Ornativalva heligmatodes
- Ornativalva heluanensis
- Ornativalva ignota
- Ornativalva indica
- Ornativalva iranella
- Ornativalva kalahariensis
- Ornativalva levifrons
- Ornativalva lilyella
- Ornativalva longiductella
- Ornativalva macrosignella
- Ornativalva misma
- Ornativalva mixolitha
- Ornativalva mongolica
- Ornativalva nigrosubvittatella
- Ornativalva oasicolella
- Ornativalva ochraceofusca
- Ornativalva olbiaella
- Ornativalva ornatella
- Ornativalva pharaonis
- Ornativalva plicella
- Ornativalva plutelliformis
- Ornativalva pseudotamariciella
- Ornativalva pulchella
- Ornativalva roseosuffusella
- Ornativalva rufipuncta
- Ornativalva serratisignella
- Ornativalva sesostrella
- Ornativalva siculella
- Ornativalva sieversi
- Ornativalva siewersiellus
- Ornativalva singula
- Ornativalva sinuatella
- Ornativalva tamariciella
- Ornativalva triangulella
- Ornativalva tripartitella
- Ornativalva undella
- Ornativalva zangezurica
- Ornativalva zonella